# Iringa
Iringa ist eine Stadt in der Mitte Tansanias in Ostafrika, sie ist die Hauptstadt der Region Iringa und hat rund 200.000 Einwohner.

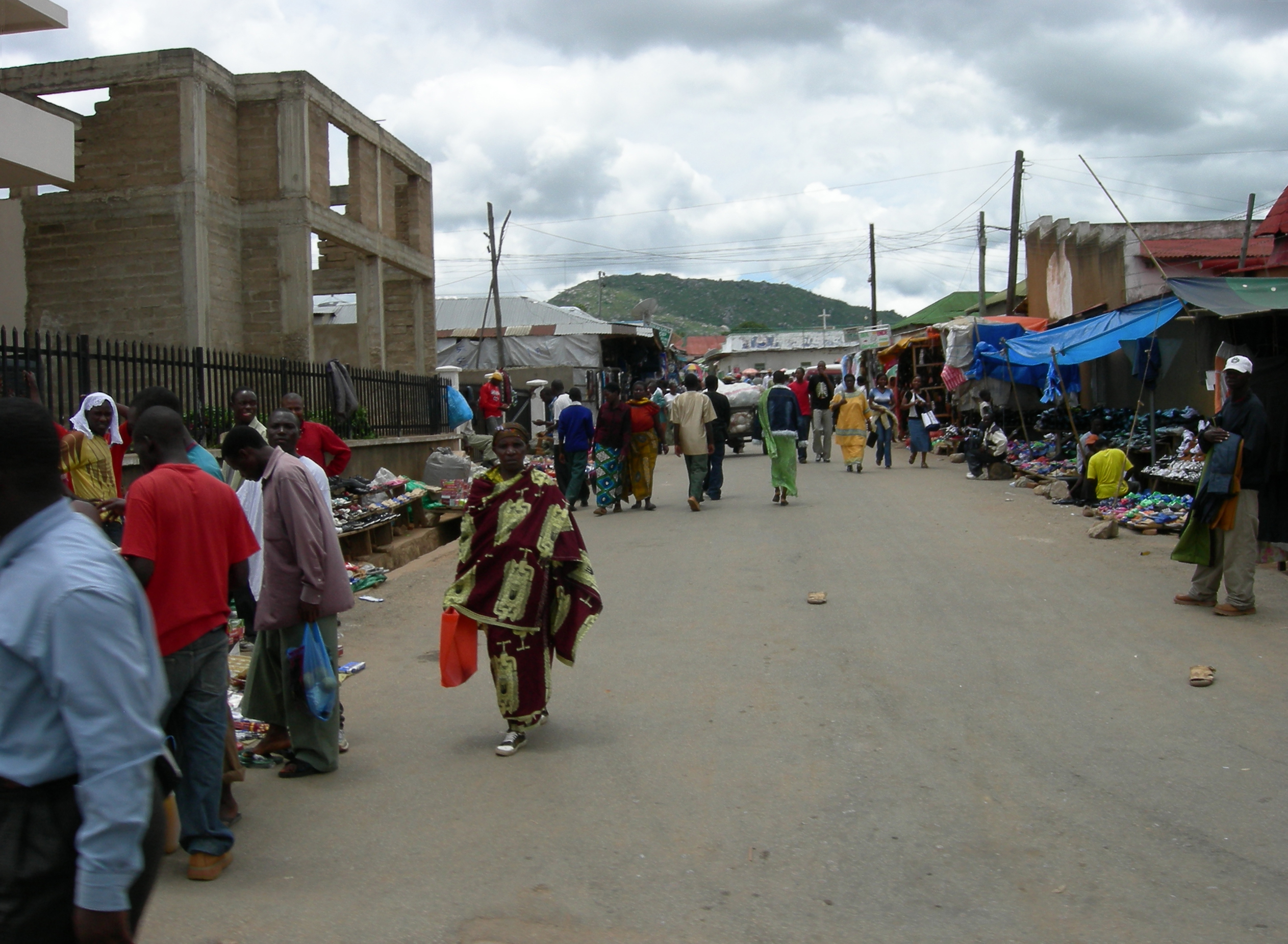
Straßenszene

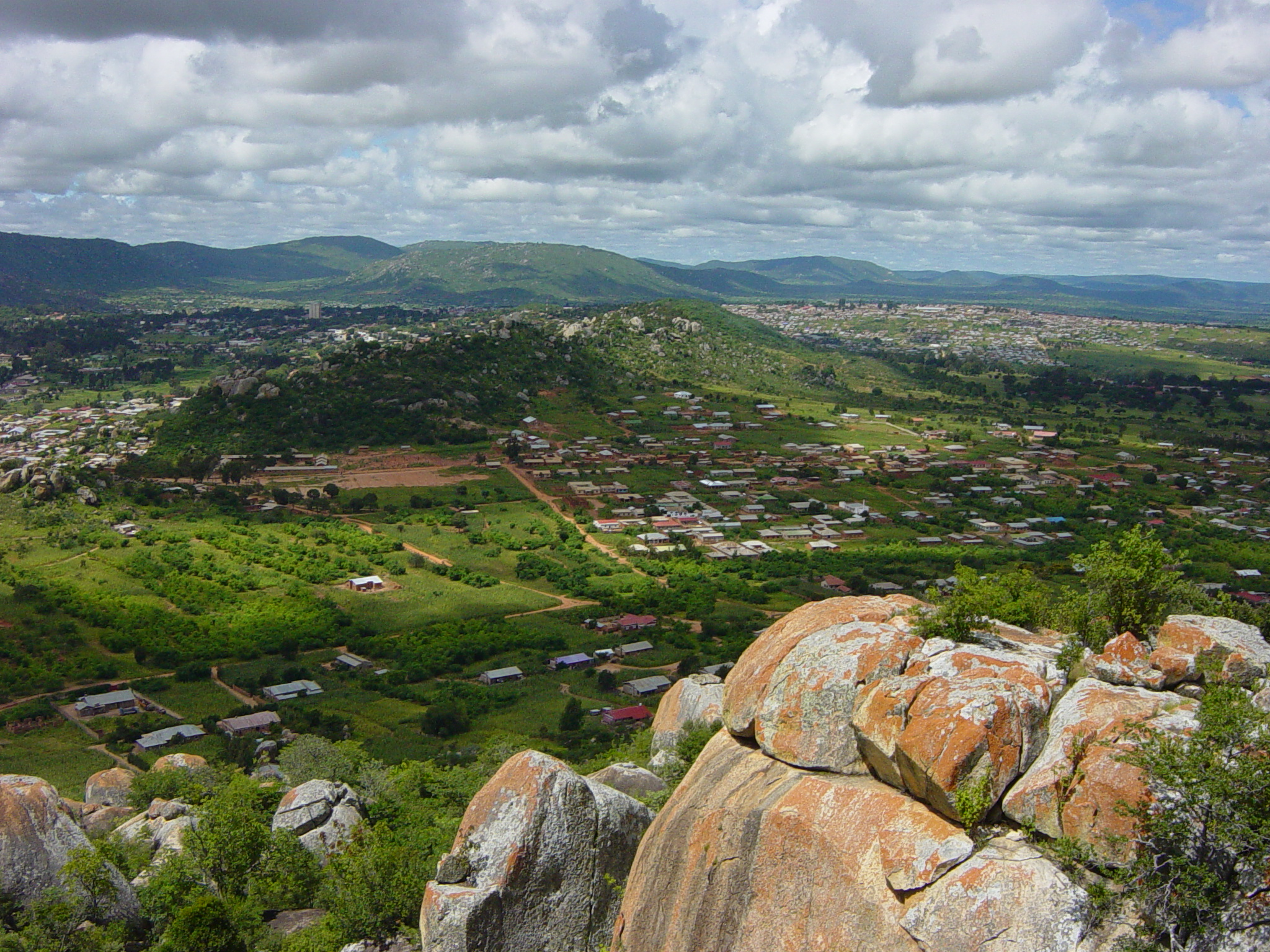
Blick auf Iringa

## Geographie
Iringa liegt an der Hauptstraße A104, welche die Hauptstadt Dodoma mit der Grenze zu Sambia verbindet. Zudem zweigt im Süden Iringas die A7 Richtung Daressalam ab.
Der Name der Stadt ist abgeleitet von dem Wort lilinga aus der Sprache der Hehe, was auf Deutsch so viel wie „Festung“ oder „Fort“ bedeutet. In den 1890er Jahren standen das Hauptquartier und die Festung von Chief Mkwawa, der als Einheimischer gegen die deutsche Kolonialmacht kämpfte, in der Nähe dieser Stadt im Dorf Kalenga.
Iringa beheimatet mehrere Universitäten und den Flughafen Iringa.
In Iringa gibt es eine alte deutsche Markthalle aus der Kolonialzeit; das Gerichtsgebäude stammt ebenfalls aus dieser Epoche. In einem restaurierten Gebäude, das unter deutscher Kolonialherrschaft 1914 als Militärkrankenhaus erbaut wurde, befindet sich seit 2016 das Regionalmuseum und Kulturzentrum Iringa Boma. Vom Gangilonga (Kihehe, deutsch: „Sprechender Stein“) kann man auf die Stadt sehen.

## Einwohnerentwicklung
Die folgende Übersicht zeigt die Einwohnerzahlen nach dem jeweiligen Gebietsstand seit der Volkszählung 1978.
| Jahr          | Einwohnerzahl |
| ------------- | ------------- |
| 1978 (Zensus) | 57.164        |
| 1988 (Zensus) | 84.860        |
| 2002 (Zensus) | 102.208       |
| 2012 (Zensus) | 151.345       |
| 2022 (Zensus) | 202.490       |

## Sehenswürdigkeiten
20 Kilometer südwestlich von Iringa, unweit der Straße Richtung Makambako, liegt die archäologische Fundstätte Isimila, in der zahlreiche Faustkeile aus der Epoche des Acheuléen ausgegraben wurden. Ein kleines Museum zeigt einen Teil der 260.000 Jahre alten Funde.

## Bildung
2005 wurde die Ruaha University College of Law and Technological Sciences (RUCO) gegründet, die dem Hochschulverbund der St. Augustine University of Tanzania (SAUT) angehörte. Seit 2014 ist sie als Ruaha Catholic University (RUCU) unabhängig. Die University of Iringa wurde 2013 gegründet.

## Sonstiges
Viele deutsche Freiwillige verrichten in Iringa soziale Dienste. Ausgesandt werden diese jungen Deutschen zum Beispiel von der Diözese Münster, vom Amani-Kinderdorf e. V. vom Berliner Missionswerk und vom Caritasverband für die Diözese Hildesheim.

## Söhne und Töchter der Stadt
- Karen Nicolson (1958–2021), britische Marathonläuferin